# Copitarsia indecora
Copitarsia indecora là một loài bướm đêm trong họ Noctuidae.